# Луис О'Нийл
Луис О'Нийл (на английски: Louise O'Neill) е ирландска писателка на произведения в жанра драма и любовен роман.

## Биография и творчество
Луис О'Нийл е родена на 24 февруари 1985 г. е родена и израснала в Клоунакилти, Западен Корк, Ирландия. От дете има богато въображение и мечтае за кариера в областта на изкуствата. Завършва средното си образование в девически училища. Следва английска филология и история в колежа „Тринити“ в Дъблин, откъдето получава бакалавърска степен. После има следипломна квалификация по моден маркетинг в Дъблинския технологичен институт. Вколежанските ѝ години я влекат теми като феминизъм и равноправие между половете, и опитва да пише.
След дипломирането си, през 2010 г. отива в Ню Йорк, където стажува една година като асистент на стилиста Кейт Ланпиър в списание „Ел“. След завръщането си от Ню Йорк решава сериозно да се занимава с писане и в продължение на година завършва първата си книга.
Първият ѝ роман „Завинаги само твоя“ е издаден през 2014 г. Дистопичният роман изследва темите за женската красота, съперничеството и покоряването. Книгата става бестселър и я прави известна. Тя е удостоена с няколко награди за дебют, вкл. „Sunday Independent Newcomer“.
По втората ѝ книга „Asking For It“ (Питай за него), бестселър в Ирландия и също носител на няколко награди, е направен документалния филм „Asking For It ?: Reality Bites“, който изследва въпроса за съгласието и борбата с културата на сексуалното насилие и изнасилване в Ирландия.
През 2015 г. участва в сборника с есета за феминизма – „I Call Myself a Feminist“ (Наричам се феминистка).
Освен като писател, работи като журналист на свободна практика в няколко списания и вестници, занимавайки се основно с темите за феминизма, модата и поп културата. Седмичен колумнист е в „Irish Examiner“.
Луис О'Нийл живее със семейството си в Клоунакилти.

## Произведения

### Самостоятелни романи
- Only Ever Yours (2014)
Завинаги само твоя, изд.: „Orange Books“, София (2015), прев. Надя Баева
- Asking For It (2015)
- Almost Love (2018)
- The Surface Breaks (2018)
- After the Silence (2020)